# Min odödliga kärlek (brev)
Min odödliga kärlek (tyska: "Unsterbliche Geliebte") är adressaten till ett kärleksbrev som kompositören Ludwig van Beethoven skrev den 6–7 juli 1812 i Teplitz. Hela brevet är skrivet på tio sidor. Brevet som inte verkar ha sänts hittades bland kompositörens tillhörigheter efter hans död, varefter det hamnade hos Anton Schindler fram till hans död och som hans syster därefter sålde till Staatsbibliothek zu Berlin 1880, där det återfinns än idag. Brevet är skrivet med blyerts och består av tre delar.
Då Beethoven inte angav varken år eller plats gick det ej att datera brevet närmre eller veta vem adressaten var och det spekulerades kring detta fram till 1950-talet, då en analys av papprets vattenstämpel gav året och i förlängningen även platsen. Forskare har sedan dess varit oense om vem som egentligen var den avsedda mottagaren av brevet. De två kandidater som lyfts fram av flest forskare är Antonie Brentano och Josephine Brunsvik. Andra kandidater som har framlagts, med varierande grad av vetenskapligt stöd, är bland andra Julie ("Giulietta") Guicciardi, Therese Brunsvik, Amalie Sebald, Dorothea von Ertmann, Therese Malfatti, Anna Maria Erdődy och Bettina von Arnim.

## Citat ur breven till Beethovens odödliga kärlek
| ”        | Min ängel, mitt allt, mitt eget jag - bara några ord idag. Till och med i sängen strävar mina tankar till dig, min odödliga kärlek, här och där med glädje, sedan åter med sorg, inväntande ödet, om det kommer att lyssna på oss. Jag kan bara leva, antingen helt med dig eller inte alls. Vilken längtan i tårar efter dig - Du - mitt liv - mitt allt - farväl. Åh, fortsätt att älska mig - tvivla aldrig på det mest trofasta hjärtat hos din älskade L. Evigt din. Evigt min. Evigt vår. | „ |
| – Ludwig | |   |

## FilmenMin odödliga kärlek
Filmen Min odödliga kärlek från 1994, med manus och regi av Bernard Rose, handlar om hur Anton Schindler försöker lösa gåtan kring vem Beethoven skrev breven till.